# Carmona (Philippines)
Pour les articles homonymes, voir Carmona.
Carmona est une municipalité de la province de Cavite, aux Philippines.